# Sør-Trøndelag
Sør-Trøndelag [ˈsøːr ˈtrœndəˈlɑːɡ]IPA byl územněsprávní jednotkou ve středním Norsku. Správním centrem území bylo město Trondheim. Správcem kraje (fylke) byl Fylkesmann i Sør-Trøndelag. Počet obyvatel dosáhl roku 2015 čísla 310 047. Rozloha kraje byla 18 839 km².

## Název
Název kraje Sør-Trøndelag vznikl v roce 1919. V překladu znamená „Jižní Trøndelag“.
Až do roku 1919 byl název kraje (tehdy „amtu“) Søndre Trondhjems amt (v překladu znamená „Jižní trondhjemský amt“). Původní amt Trondhjems amt byl vytvořen v roce 1662 a v roce 1804 byl rozdělen na severní a jižní část. Trondhjem je starý tvar názvu správního města Trondheim. V roce 2018 došlo ke sloučení dvou krajů (severního a jižního) do jediného kraje Trøndelagu.

## Geografie
Kraj Sør-Trøndelag hraničil s norskými kraji Hedmark, Oppland, Møre a Romsdal a Nord-Trøndelag, Na východě sousedil se švédským krajem Jämtland, na západě byl vymezen břehy Norského moře. Kraj byl rozdělen na severní a jižní část vodami Trondheimsfjordu.
Územím procházejí silnice E6 a E39. V Sør-Trøndelagu je letiště v Rørosu a v Ørlandu. V jihovýchodní části území leží město Røros, které je známé svými měděnými doly a které je na Seznamu světového dědictví UNESCO.

## Obce
Sør-Trøndelag před svým sloučením se sousedním krajem Nord-Trøndelag sestával celkem z 25 obcí.
| Číslo obce | Mapa                   | Název          | Správní centrum | Obyvatel | Rozloha km² | Jazyk     | Distrikt           |
| ---------- | ---------------------- | -------------- | --------------- | --- | ----------- | --------- | ------------------ |
| 1601       | Trondheim kommune      | Trondheim      | Trondheim       | 184 960 | 342,27      | neutrální | Trondheimsregionen |
| 1612       | Hemne kommune          | Hemne          | Kyrksæterøra    | 4 254 | 670,27      | neutrální | Orkdalsregionen    |
| 1613       | Snillfjord kommune     | Snillfjord     | Krokstadøra     | 982 | 508,30      | neutrální | Orkdalsregionen    |
| 1617       | Hitra kommune          | Hitra          | Fillan          | 4 569 | 685,44      | neutrální | Orkdalsregionen    |
| 1620       | Frøya kommune          | Frøya          | Sistranda       | 4 634 | 241,18      | bokmål    | Orkdalsregionen    |
| 1621       | Ørland kommune         | Ørland         | Brekstad        | 5 183 | 73,52       | bokmål    | Fosen              |
| 1622       | Agdenes kommune        | Agdenes        | Lensvik         | 1 770 | 317,65      | bokmål    | Fosen              |
| 1624       | Rissa kommune          | Rissa          | Rissa           | 6 676 | 621,55      | neutrální | Fosen              |
| 1627       | Bjugn kommune          | Bjugn          | Botngård        | 4 715 | 383,77      | bokmål    | Fosen              |
| 1630       | Åfjord kommune         | Åfjord         | Årnes           | 3 248 | 955,07      | neutrální | Fosen              |
| 1632       | Roan kommune           | Roan           | Roan            | 977 | 375,27      | neutrální | Fosen              |
| 1633       | Osen kommune           | Osen           | Steinsdalen     | 1 010 | 387,33      | bokmål    | Fosen              |
| 1634       | Oppdal kommune         | Oppdal         | Oppdal          | 6 852 | 2 274,41    | neutrální | Orkdalsregionen    |
| 1635       | Rennebu kommune        | Rennebu        | Berkåk          | 2 567 | 947,93      | neutrální | Orkdalsregionen    |
| 1636       | Meldal kommune         | Meldal         | Meldal          | 3 967 | 613,31      | neutrální | Orkdalsregionen    |
| 1638       | Orkdal kommune         | Orkdal         | Orkanger        | 11 722 | 594,27      | neutrální | Orkdalsregionen    |
| 1640       | Røros kommune          | Røros          | Røros           | 5 593 | 1 956,39    | neutrální | Gauldalen          |
| 1644       | Holtålen kommune       | Holtålen       | Ålen            | 2 014 | 1 209,58    | neutrální | Gauldalen          |
| 1648       | Midtre Gauldal kommune | Midtre Gauldal | Støren          | 6 336 | 1 860,56    | bokmål    | Gauldalen          |
| 1653       | Melhus kommune         | Melhus         | Melhus          | 15 916 | 694,64      | neutrální | Gauldalen          |
| 1657       | Skaun kommune          | Skaun          | Børsa           | 7 668 | 224,15      | neutrální | Trondheimsregionen |
| 1662       | Klæbu kommune          | Klæbu          | Klæbu           | 5 995 | 186,35      | bokmål    | Trondheimsregionen |
| 1663       | Malvik kommune         | Malvik         | Hommelvik       | 13 498 | 168,55      | bokmål    | Stjørdalen         |
| 1664       | Selbu kommune          | Selbu          | Mebond          | 4 078 | 1 234,87    | neutrální | Stjørdalen         |
| 1665       | Tydal kommune          | Tydal          | Tydal           | 863 | 1 329,12    | bokmål    | Stjørdalen         |
| 16         | Sør-Trøndelag          | Sør-Trøndelag  | Trondheim       | & Chyba ve výrazu: Neočekávaný operátor / Chyba ve výrazu: Neočekávaný operátor / Chyba ve výrazu: Neočekávaný operátor / Chyba ve výrazu: Neočekávaný operátor / Chyba ve výrazu: Neočekávaný operátor / Chyba ve výrazu: Neočekávaný operátor / Chyba ve výrazu: Neočekávaný operátor / Chyba ve výrazu: Neočekávaný operátor / Chyba ve výrazu: Neočekávaný operátor / Chyba ve výrazu: Neočekávaný operátor / Chyba ve výrazu: Neočekávaný operátor / Chyba ve výrazu: Neočekávaný operátor / Chyba ve výrazu: Neočekávaný operátor / Chyba ve výrazu: Neočekávaný operátor / Chyba ve výrazu: Neočekávaný operátor / -1.0000-0 | 18 855,81   | neutrální | Trøndelag          |